# Corallistes isabela
Corallistes isabela är en svampdjursart som beskrevs av Desqueyroux-Faúndez och van Soest 1997. Corallistes isabela ingår i släktet Corallistes och familjen Corallistidae.
Artens utbredningsområde är havet kring Galapagosöarna. Inga underarter finns listade i Catalogue of Life.